# Sân vận động Thành phố Giáo dục
Sân vận động Thành phố Giáo dục (tên tiếng Anh: Education City Stadium) (tiếng Ả Rập: استاد المدينة التعليمية), là một sân vận động bóng đá nằm ở Al Rayyan, Qatar và được xây dựng để làm địa điểm cho Giải vô địch bóng đá thế giới 2022 sắp tới được tổ chức tại Qatar. Sân vận động nằm trong một số khuôn viên trường đại học tại Thành phố Giáo dục của Quỹ Qatar. Sau Giải vô địch bóng đá thế giới, sân vận động sẽ giảm sức chứa xuống còn 25.000 chỗ ngồi cho các đội thể thao của các trường đại học. Vào ngày 3 tháng 9 năm 2020, sân vận động đã tổ chức trận đấu chính thức đầu tiên, đó là trận đấu của Giải bóng đá vô địch quốc gia Qatar 2020-21.

## Xây dựng
Với 20% vật liệu xây dựng được xác định là sạch, sân là một trong những sân vận động thân thiện với môi trường nhất thế giới. Vào tháng 5 năm 2019, Sân vận động Thành phố Giáo dục đã nhận được xếp hạng GSAS năm sao.
Nhà thầu xây dựng là JPAC JV, đã chỉ định Pattern Design làm kiến trúc sư thiết kế chính và Buro Happold cho thiết kế kỹ thuật.
Công việc xây dựng sân vận động được hoàn thành vào tháng 6 năm 2020 và chính thức được khánh thành vào ngày 15 tháng 6 năm 2020.

## Sự kiện thể thao

### Giải vô địch bóng đá thế giới các câu lạc bộ 2019 và 2020
Vào ngày 30 tháng 9 năm 2019, FIFA đã công bố Sân vận động Thành phố Giáo dục là nơi tổ chức trận tranh hạng ba và trận chung kết của Giải vô địch bóng đá thế giới các câu lạc bộ 2019, giải đấu được tổ chức tại Qatar. Sân vận động cũng sẽ là nơi tổ chức trận đấu đầu tiên của Liverpool tại vòng bán kết, nhưng vào ngày 7 tháng 12 năm 2019, lễ khánh thành chính thức của Sân vận động Thành phố Giáo dục đã bị hoãn lại cho đến đầu năm 2020. Như vậy, trận mở màn, trận chung kết và trận tranh hạng ba của Liverpool đều được chuyển đến Sân vận động Quốc tế Khalifa ở Doha.
Giải vô địch bóng đá thế giới các câu lạc bộ 2020 một lần nữa được tổ chức tại Qatar, với Sân vận động Thành phố Giáo dục hiện đã sẵn sàng để tổ chức các trận đấu. Một trận đấu ở vòng hai, một trận bán kết, trận tranh hạng ba và trận chung kết giữa Bayern München và UANL đều được diễn ra ở sân vận động.

### World Cup 2022
Sân vận động Thành phố Giáo dục được tổ chức 8 trận đấu tại World Cup 2022, bao gồm 6 trận vòng bảng, 1 trận đấu ở vòng 16 đội và 1 trận tứ kết.
| Ngày                 | Giờ   | Đội      | Kết quả            | Đội         | Vòng        |
| -------------------- | ----- | -------- | ------------------ | ----------- | ----------- |
| 22 tháng 11 năm 2022 | 16:00 | Đan Mạch | 0 - 0              | Tunisia     | Bảng D      |
| 24 tháng 11 năm 2022 | 16:00 | Uruguay  | 0 - 0              | Hàn Quốc    | Bảng H      |
| 26 tháng 11 năm 2022 | 16:00 | Ba Lan   | 2 - 0              | Ả Rập Xê Út | Bảng C      |
| 28 tháng 11 năm 2022 | 16:00 | Hàn Quốc | 2 - 3              | Ghana       | Bảng H      |
| 30 tháng 11 năm 2022 | 18:00 | Tunisia  | 1 - 0              | Pháp        | Bảng D      |
| 2 tháng 12 năm 2022  | 18:00 | Hàn Quốc | 2 - 1              | Bồ Đào Nha  | Bảng H      |
| 6 tháng 12 năm 2022  | 18:00 | Maroc    | 0 - 0 (3 - 0 pen.) | Tây Ban Nha | Vòng 16 đội |
| 9 tháng 12 năm 2022  | 18:00 | Croatia  | 1 - 1 (4 - 2 pen.) | Brasil      | Tứ kết      |

### Asian Cup 2023
Sân vận động Thành phố Giáo dục được tổ chức 6 trận đấu Asian Cup 2023, bao gồm 4 trận đấu ở vòng bảng, 1 trận đấu ở vòng 16 đội và 1 trận tứ kết.
| Ngày                | Thời gian | Đội         | Kết quả         | Đội       | Vòng        | Khán giả |
| ------------------- | --------- | ----------- | --------------- | --------- | ----------- | -------- |
| 14 tháng 1 năm 2024 | 20:30     | Iran        | 4 - 1           | Palestine | Bảng C      | 27.691   |
| 19 tháng 1 năm 2024 | 14:30     | Iraq        | 2 - 1           | Nhật Bản  | Bảng D      | 38.663   |
| 23 tháng 1 năm 2024 | 18:00     | Iran        | 2 - 1           | UAE       | Bảng C      | 34.259   |
| 25 tháng 1 năm 2024 | 18:00     | Ả Rập Xê Út | 0 - 0           | Thái Lan  | Bảng F      | 38.773   |
| 30 tháng 1 năm 2024 | 19:00     | Ả Rập Xê Út | 1–1 (2–4 ph.đ.) | Hàn Quốc  | Vòng 16 đội | 42.389   |
| 3 tháng 2 năm 2024  | 14:30     | Iran        | 2 - 1           | Nhật Bản  | Tứ kết      | 35.640   |